# Ewelina Siestrzewitowska
Ewelina Monika Siestrzewitowska (ur. 1985) – polska architektka. Współwłaścicielka pracowni Studio EMA, założonej w 2015. Laureatka wielu nagród i wyróżnień w konkursach architektonicznych.

## Życiorys
W 2009 ukończyła studia na Wydziale Architektury Politechniki Krakowskiej. Już w trakcie studiów zdobywała doświadczenie zawodowe. W latach 2006–2007 odbyła pierwszą praktykę w pracowni Atelier Loegler. W 2008 zbierała kolejne doświadczenia w biurze ns MoonStudio, gdzie należała m.in. do zespołu projektującego galerię sztuki Cricoteka, której realizacja wyróżniona została w 2014 Nagrodą Roku SARP. W 2009 w firmie Studio Archi 5 pracowała w zespole, który uzyskał I nagrodę w konkursie na projekt zagospodarowania terenu centrum Gminy Rytro wraz z projektami architektonicznymi obiektów Urzędu Gminnego i Centrum Kultury.
W latach 2010–2015 była pracownikiem warszawskiego biura Bulanda Mucha Architekci. W pracowni prowadzonej przez Andrzeja Buladę i Włodzimierza Muchę zaangażowana została m.in. do projektu zagospodarowania Terenu Centralnego Politechniki Warszawskiej (II nagroda w konkursie), a także do projektu wykonawczego budynku Biblioteki Publicznej m.st. Warszawy.
W 2015 wraz z Mateuszem Gierszonem i Antonim Surowiakiem założyła firmę Studio EMA, specjalizującą się w projektowaniu budynków zabudowy mieszkaniowej, budynków użyteczności publicznej oraz budynków pasywnych i o podwyższonej energooszczędności. W tym samym roku, jako samodzielny autor, po raz pierwszy zwyciężyła w konkursie SARP, opracowując koncepcję architektoniczno-urbanistyczną Bulwarów rzeki Słupi w Słupsku.
Jest członkiem Mazowieckiej Okręgowej Izby Architektów. W dziedzinie architektury interesuje się architekturą ekologiczną, urbanistyką i socjologią miasta.

## Konkursy architektoniczne
2011:
- Wyróżnienie w konkursie na opracowanie koncepcji pomnika Ryszarda Kuklińskiego w Krakowie (współautorzy: Mateusz Gierszon, Antoni Surowiak, Natalia Wróbel)[5].

2015:
- I nagroda w konkursie SARP nr 960 na opracowanie koncepcji architektoniczno-urbanistycznej Bulwarów rzeki Słupi w Słupsku (samodzielny autor)[3]
- III nagroda w konkursie na opracowanie koncepcji architektoniczno-funkcjonalnej systemu punktów wejścia do Tatrzańskiego Parku Narodowego (współautorzy: Mateusz Gierszon, Antoni Surowiak)[6]

2016:
- Wyróżnienie I stopnia w konkursie SARP nr 966 na projekt nowego dworca PKS oraz zagospodarowanie terenów przyległych do PKP w Kołobrzegu (samodzielny autor)[7]

2017:
- I nagroda w konkursie architektonicznym na projekt przebudowy części budynku PSS Społem w Gliwicach na hotel (współautorzy: Mateusz Gierszon, Antoni Surowiak)[8]
- II nagroda[a] w konkursie architektoniczno-urbanistycznym na opracowanie koncepcji Klastra Innowacji Społeczno-Gospodarczych Zabłocie (współautorzy: Maciej Kaufman, Marcin Maraszek)[9]